# Scoglio
Uno scoglio è una porzione di roccia che emerge dalle acque del mare, normalmente nelle vicinanze di una costa rocciosa alta detta falesia.

## Caratteristiche

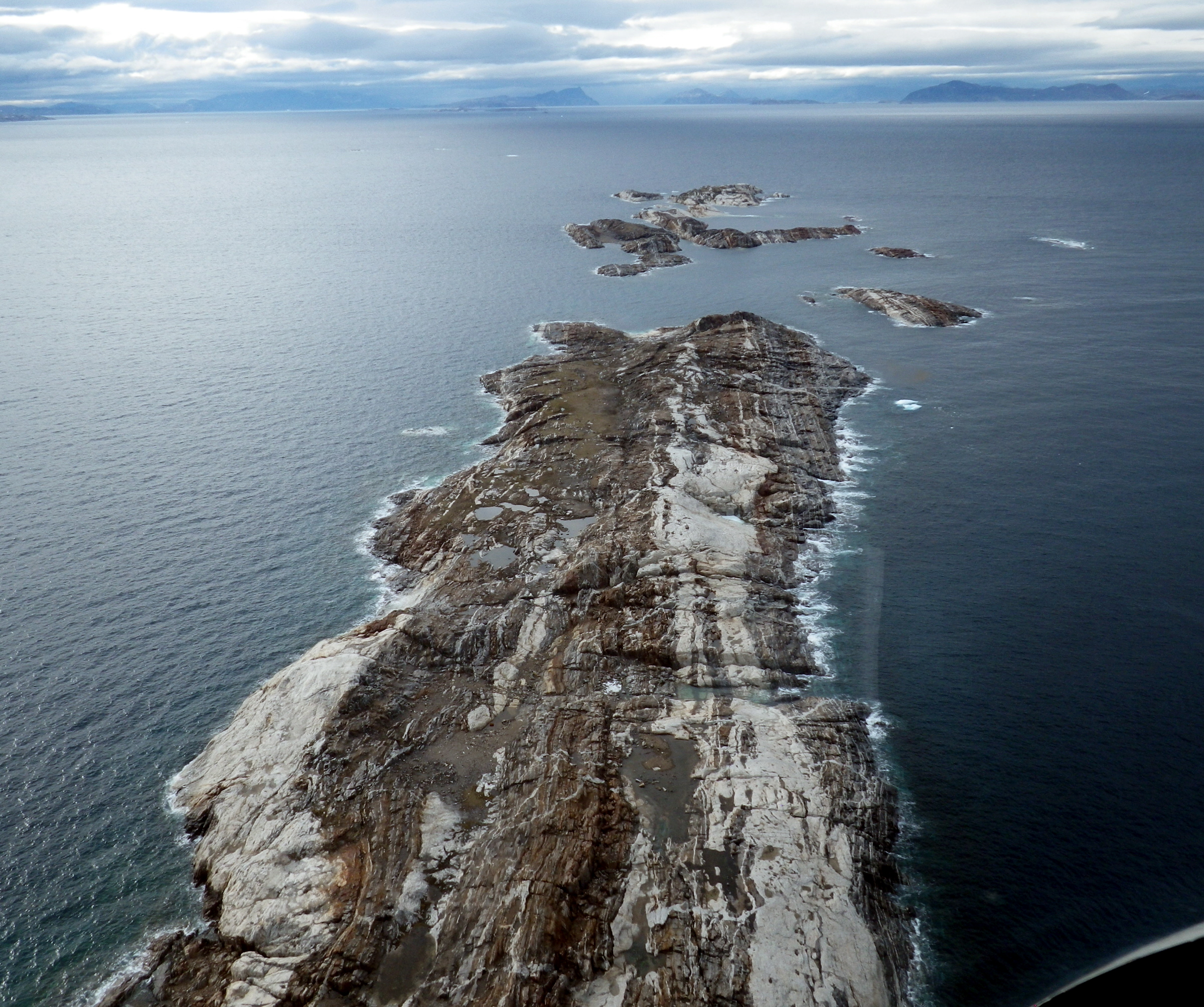
Scogli sulla costa dell'isola di Baffin.

Lo scoglio è costituito da roccia dura e scoscesa e le sue dimensioni sono variabili: può avere le dimensioni di una pietra trasportabile da un uomo o di un enorme macigno. È possibile osservarne di diverse colorazioni, in base al tipo di minerali che lo costituiscono e delle forme di vita sviluppatesi sulla sua superficie; normalmente, la fauna adiacente a uno scoglio è composta da vari tipi di alghe, crostacei e molluschi.
Per l'azione dell'erosione marina, gli scogli possono diventare interamente separati dalla costa, come i noti faraglioni di Capri.

## Pericolosità
Con il ciclo delle maree, gli scogli possono essere emersi o sommersi, e in quest'ultimo caso è possibile che si trovino poco al di sotto della superficie dell'acqua, rendendo pericolosa la navigazione e pertanto sono segnati nelle carte nautiche; sulle scogliere particolarmente pericolose, o sulle falesie vicine, sono solitamente posti dei fari.